# Palisadoes
Palisadoes (palabra aparentemente de origen portugués) es un cabo o tómbolo de arena fina que sirve como una protección natural para el puerto de Kingston, Jamaica. El Aeropuerto Internacional Norman Manley y la histórica ciudad de Port Royal están ambos ubicados en Palisadoes.
El corsario Henry Morgan fue enterrado en el cementerio de Palisadoes, que se hundió bajo el mar tras el terremoto de 1692.